# Зелена йора
Зелената йора (Aegithina viridissima) е вид птица от семейство Йорови (Aegithinidae). Видът е почти застрашен от изчезване.

## Разпространение
Разпространен е в Бруней, Индонезия, Малайзия, Мианмар и Тайланд.